# Patrick Baldwin Jr.
Patrick O'Neal Baldwin Jr., né le 18 novembre 2002, à Green Bay au Wisconsin, est un joueur américain de basket-ball. Il mesure 2,07 m, et évolue aux postes d'ailier et ailier fort.

## Biographie

### Carrière universitaire
Patrick Baldwin est très coté à sa sortie de lycée : il fait partie des 5 meilleurs joueurs de sa classe d'âge selon ESPN. En 2021, il choisit néanmoins de jouer pour une petite équipe universitaire : les Panthers (en) de l'université du Wisconsin à Milwaukee, alors que les Blue Devils de Duke étaient intéressés par le joueur. Les Panthers sont entraînés par son père Pat Baldwin (en).
Son unique saison universitaire est un échec : il se blesse en février, son équipe est trop faible pour atteindre le tournoi final et ses statistiques sont basses : 12,1 points et 5,8 rebonds de moyenne, et 27 % à trois points alors que son tir extérieur est considéré comme l'une de ses forces.

### Carrière professionnelle

#### Warriros de Golden State (2022-2023)
Lors de la draft 2022, il est choisi en 28e position par les Warriors de Golden State.

#### Wizards de Washington (2023-février 2025)
Le soir de la draft 2023, il est inclus dans le transfert qui envoie Chris Paul aux Warriors de Golden State et rejoint donc les Wizards de Washington.
En février 2025, il est transféré aux Bucks de Milwaukee puis aux Spurs de San Antonio. Il est coupé dans la foulée.

#### Clippers de Los Angeles (mars-juillet 2025)
Début mars 2025, il s'engage avec les Clippers de Los Angeles via un contrat two-way. Il est coupé début août 2025.

## Statistiques

### Universitaires
| Saison    | Équipe         | Matchs | Titul. | Min./m | % Tir | % 3pts | % LF | Rbds/m. | Pass/m. | Int/m. | Ctr/m. | Pts/m. |
| --------- | -------------- | ------ | ------ | ------ | ----- | ------ | ---- | ------- | ------- | ------ | ------ | ------ |
| 2021-2022 | Milwaukee (en) | 11     | 11     | 28,5   | 34,4  | 26,6   | 74,3 | 5,82    | 1,55    | 0,82   | 0,82   | 12,09  |
| Carrière  | Carrière       | 11     | 11     | 28,5   | 34,4  | 26,6   | 74,3 | 5,82    | 1,55    | 0,82   | 0,82   | 12,09  |

### Professionnelles

#### Saison régulière
| Saison    | Équipe       | Matchs | Titul. | Min./m | % Tir | % 3pts | % LF | Rbds/m. | Pass/m. | Int/m. | Ctr/m. | Pts/m. |
| --------- | ------------ | ------ | ------ | ------ | ----- | ------ | ---- | ------- | ------- | ------ | ------ | ------ |
| 2022-2023 | Golden State | 31     | 0      | 7,3    | 39,4  | 38,1   | 66,7 | 1,30    | 0,40    | 0,20   | 0,10   | 3,90   |
| Carrière  | Carrière     | 31     | 0      | 7,3    | 39,4  | 38,1   | 66,7 | 1,30    | 0,40    | 0,20   | 0,10   | 3,90   |

#### Playoffs
| Saison   | Équipe       | Matchs | Titul. | Min./m | % Tir | % 3pts | % LF | Rbds/m. | Pass/m. | Int/m. | Ctr/m. | Pts/m. |
| -------- | ------------ | ------ | ------ | ------ | ----- | ------ | ---- | ------- | ------- | ------ | ------ | ------ |
| 2023     | Golden State | 3      | 0      | 3,8    | 0,0   | 0,0    | –    | 1,00    | 0,30    | 0,00   | 0,00   | 0,00   |
| Carrière | Carrière     | 3      | 0      | 3,8    | 0,0   | 0,0    | –    | 1,00    | 0,30    | 0,00   | 0,00   | 0,00   |

## Palmarès
- McDonald's All-American (2021)
- Jordan Brand Classic (2021)
- Nike Hoop Summit (2021)